# مطرود

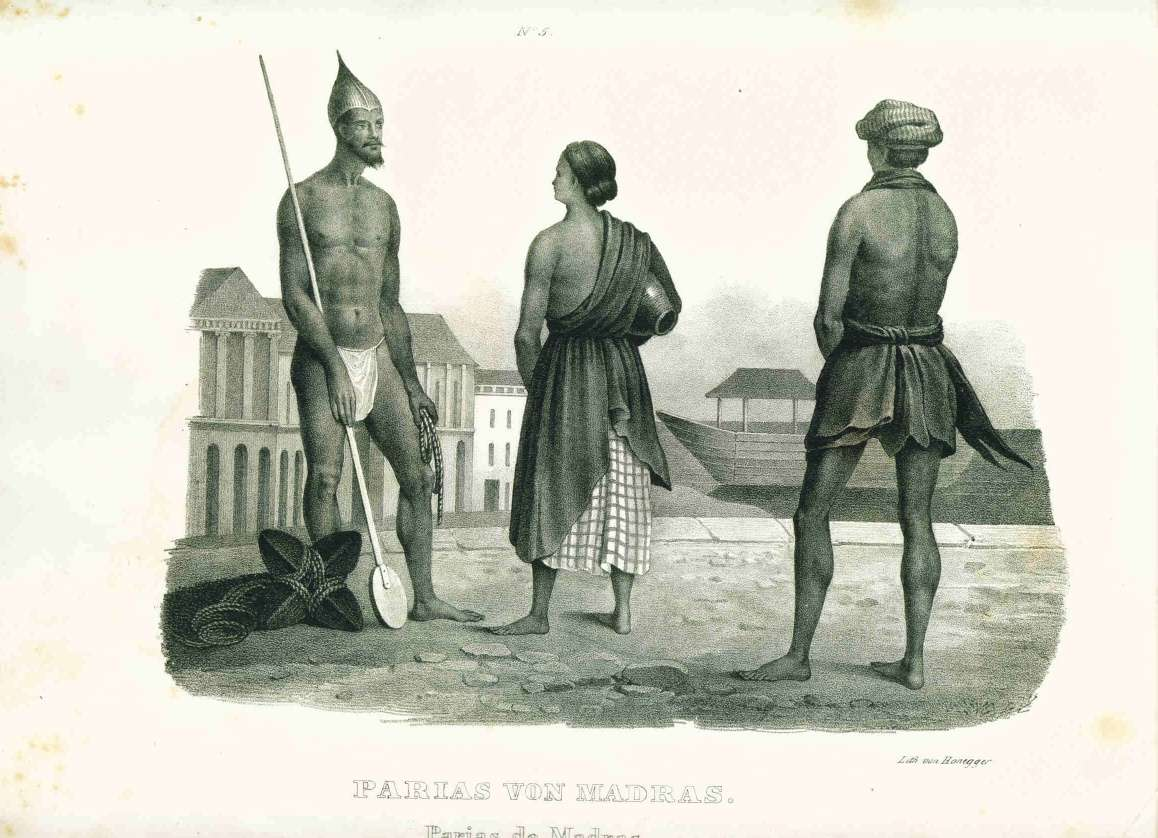
پاریاهای مدراس (Pariahs of Madras)، حکاکی آلمانی، دهه ۱۸۷۰

مطرود (به انگلیسی: Outcast (person)) کسی است که از خانه یا جامعه رانده شده یا به نوعی طرد گشته، نگاه‌ها به او تحقیرآمیز است یا یا نادیده گرفته می‌شود. در گفتار رایج انگلیسی، طرد شده ممکن است کسی باشد که با جامعه عادی سازگار نباشد، که می‌تواند به انزوا اجتماعی ختم شود.